# Дубровинская
Дубровинская — деревня в Вожегодском районе Вологодской области.
Входит в состав Мишутинского сельского поселения, с точки зрения административно-территориального деления — в Мишутинский сельсовет.
Расстояние по автодороге до районного центра Вожеги — 67,5 км, до центра муниципального образования Мишутинской — 1,5 км. Ближайшие населённые пункты — Ожигинская, Мишутинская, Патракеевская, Доровиха.
По переписи 2002 года население — 37 человек (17 мужчин, 20 женщин). Всё население — русские.